# Pirolusita

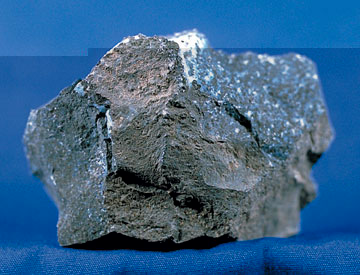
Pirolusita

A pirolusita (no Brasil) ou pirolusite (em Portugal) é um mineral composto basicamente de dióxido de manganês. É tetragonal, geralmente colunar, maciço ou granular, preto a cinza-escuro, de brilho metálico, opaco, que suja os dedos quando manuseado. 
É o mais importante mineral-minério de manganês (63% Mn), sendo usado em baterias elétricas, vidros, fotografias, produtos químicos e vários outros produtos. É de extrema importância para a indústria siderúrgica pois serve para obter o metal manganês, aplicado principalmente na produção do aço, que utiliza 1,5% de manganês em relação ao minério de ferro.

## No Brasil
Devido ao seu grande emprego, é um minério estratégico, sobretudo porque os maiores consumidores (EUA, França, Inglaterra e Japão) não possuem grandes reservas (exceto a Rússia). As principais jazidas brasileiras são:
Serra do Navio (AP) - Foi durante muitas décadas a maior área produtora de manganês do Brasil e sua atividade foi paralisada no início de 1998.
Quadrilátero de Ferro (MG) - É a mais antiga área produtora no Brasil, porém as principais jazidas já foram exploradas. Destaca-se o distrito de Conselheiro Lafaiete, responsável por 23% da produção nacional.
Morro do Urucum (MS) - A produção é pequena e escoada pelo Rio Paraguai, através do Porto de Corumbá.
Serra dos Carajás (PA) - Segunda maior reserva brasileira. Tornou-se o maior produtor a partir de 1995.